# Сеид Хуссейн бин Алви Ал-Аттас
Сеид Хуссейн бин Алви Ал-Аттас (малайск. Syed Hussein bin Alwee Al-Attas) (21 сентября 1941, Вади-Хассан, Джохор-Бару) — малайзийский публицист. Широкой публике известен под именем «папаша Хабиб» (Pak Habib).

## Краткая биография
Учился в малайской школе в Куала-Тренггану, куда семья переехала во время японской оккупации, затем после возвращения в Джохор-Бару — в малайской школе в Букит-Сеньюм, а также английском колледже (не окончил).

## Творчество
В период с 1969 года написал 85 публицистических книг с критикой правящих властей, в том числе Махатхира Мохамада («Заговор Махатхира против реформ Анвара», 1998; «Махатхир на пороге заката», 1999; «Махатхир легко забывает», 2002), Наджиба Разака («MH370 исчез, куда захочет исчезнуть Наджиб», 2014; «13 причин, почему Наджиб должен подать в отставку», 2014; «Конец жизни Наджиба Разака», 2017) и даже султанов («Чёрт, шайтан, султан», 2012). Неоднократно вызывался в суд по обвинению в клевете (1987, 2001, дважды в 2010 гг.) и вынужден был выплачивать большие штрафы. Среди других нашумевших книг «Отвратительные малайцы» (2010), «Университет жизни» (2014), «И старый, и молодой кокос» (2015).

## Семья
Родители выходцы из Индонезии (Сурабая), а более старшее поколение из Хадрамаута (Йемен).
- Мать Шарифа Зайна (Sharifah Zainah)
- Отец Сеид Алви Ал-Аттас (Syed Alwee Al-Attas)
- 16 детей (8 сыновей и 8 дочерей)